# Ítalo F. Occhiluppo
Ítalo Fernando Occhilupo (1915 - 1978) fue un político argentino, de origen franco argelino de profesión ingeniero, que ocupó el cargo de gobernador Interventor Federal de la Provincia de Formosa entre los días 29 de marzo de 1962 y 12 de octubre de 1963.Durante su mandato interventor. Fallece en 1978